# Villars-en-Azois
Pour les articles homonymes, voir Villars.
Villars-en-Azois est une commune française située dans le département de la Haute-Marne, en région Grand Est.

## Géographie
| Saint-Usage Aube |                  | Laferté-sur-Aube |
| Fontette Aube    | Villars-en-Azois | Silvarouvres     |
| Cunfin Aube      | Lanty-sur-Aube   | Silvarouvres     |

### Hydrographie
La commune est dans la région hydrographique « la Seine de sa source au confluent de l'Oise (exclu) » au sein du bassin Seine-Normandie. Elle est drainée par le Fossé 04 de la Garenne et divers autres petits cours d'eau,.

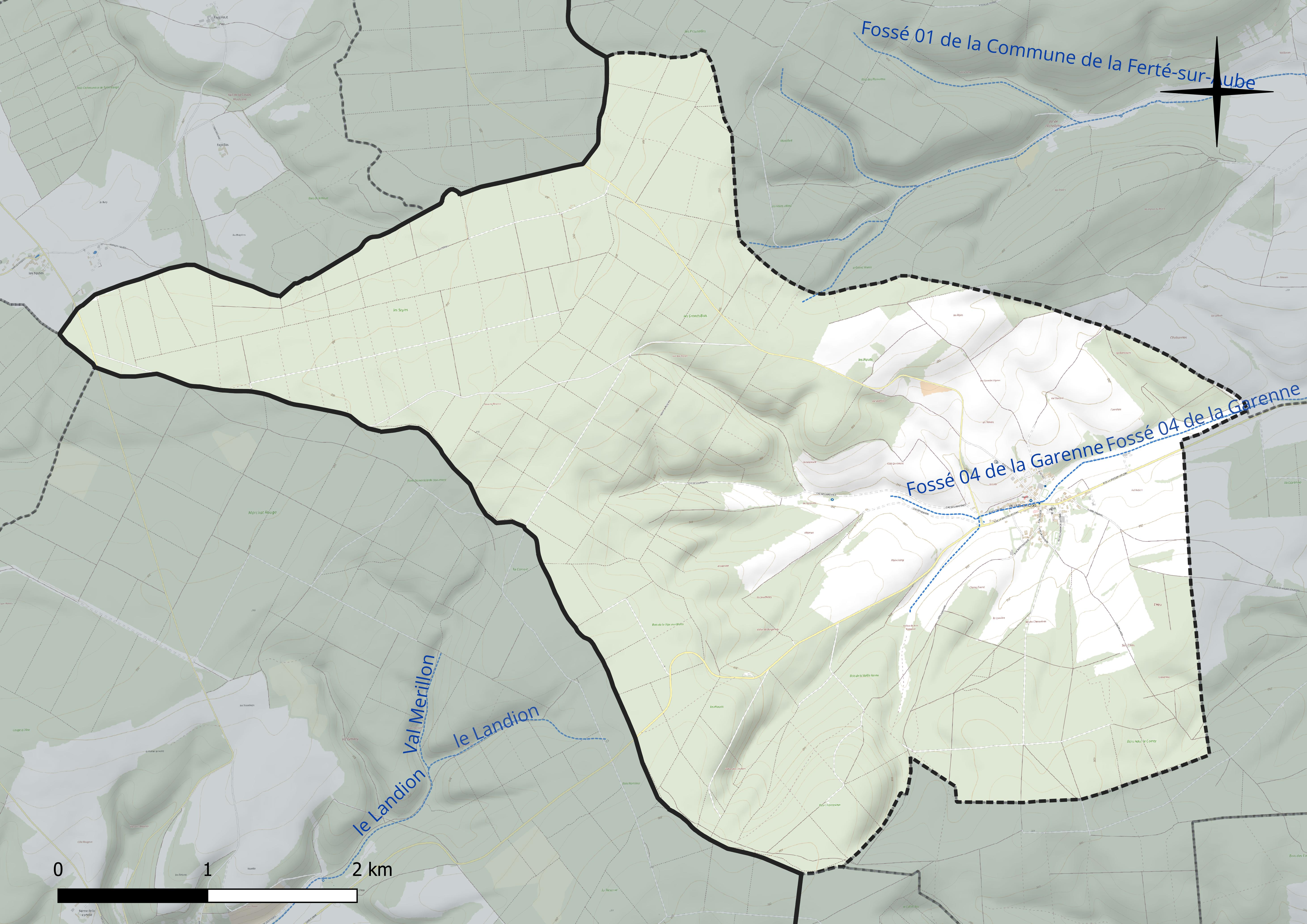
Réseau hydrographique de Villars-en-Azois.

### Climat
Pour des articles plus généraux, voir Climat du Grand Est et Climat de la Haute-Marne.
En 2010, le climat de la commune est de type climat des marges montargnardes, selon une étude du Centre national de la recherche scientifique s'appuyant sur une série de données couvrant la période 1971-2000. En 2020, Météo-France publie une typologie des climats de la France métropolitaine dans laquelle la commune est exposée à un climat océanique altéré et est dans la région climatique  Lorraine, plateau de Langres, Morvan, caractérisée par un hiver rude (1,5 °C), des vents modérés et des brouillards fréquents en automne et hiver. 
Pour la période 1971-2000, la température annuelle moyenne est de 10,1 °C, avec une amplitude thermique annuelle de 16 °C. Le cumul annuel moyen de précipitations est de 892 mm, avec 12,7 jours de précipitations en janvier et 8,8 jours en juillet. Pour la période 1991-2020, la température moyenne annuelle observée sur la station météorologique de Météo-France la plus proche, « Cunfin_sapc », sur la commune de Cunfin à 6 km à vol d'oiseau, est de 11,0 °C et le cumul annuel moyen de précipitations est de 900,4 mm. 
La température maximale relevée sur cette station est de 41 °C, atteinte le 31 juillet 1983 ; la température minimale est de −21 °C, atteinte le 17 janvier 1985,,. 
Les paramètres climatiques de la commune ont été estimés pour le milieu du siècle (2041-2070) selon différents scénarios d'émission de gaz à effet de serre à partir des nouvelles projections climatiques de référence DRIAS-2020. Ils sont consultables sur un site dédié publié par Météo-France en novembre 2022.

## Urbanisme

### Typologie
Au 1er janvier 2024, Villars-en-Azois est catégorisée commune rurale à habitat dispersé, selon la nouvelle grille communale de densité à sept niveaux définie par l'Insee en 2022.
Elle est située hors unité urbaine et hors attraction des villes,.

### Occupation des sols
L'occupation des sols de la commune, telle qu'elle ressort de la base de données européenne d’occupation biophysique des sols Corine Land Cover (CLC), est marquée par l'importance des forêts et milieux semi-naturels (76,5 % en 2018), une proportion sensiblement équivalente à celle de 1990 (76,9 %). La répartition détaillée en 2018 est la suivante : forêts (76,5 %), terres arables (19,8 %), prairies (2,4 %), zones urbanisées (1,3 %). L'évolution de l’occupation des sols de la commune et de ses infrastructures peut être observée sur les différentes représentations cartographiques du territoire : la carte de Cassini (XVIIIe siècle), la carte d'état-major (1820-1866) et les cartes ou photos aériennes de l'IGN pour la période actuelle (1950 à aujourd'hui).

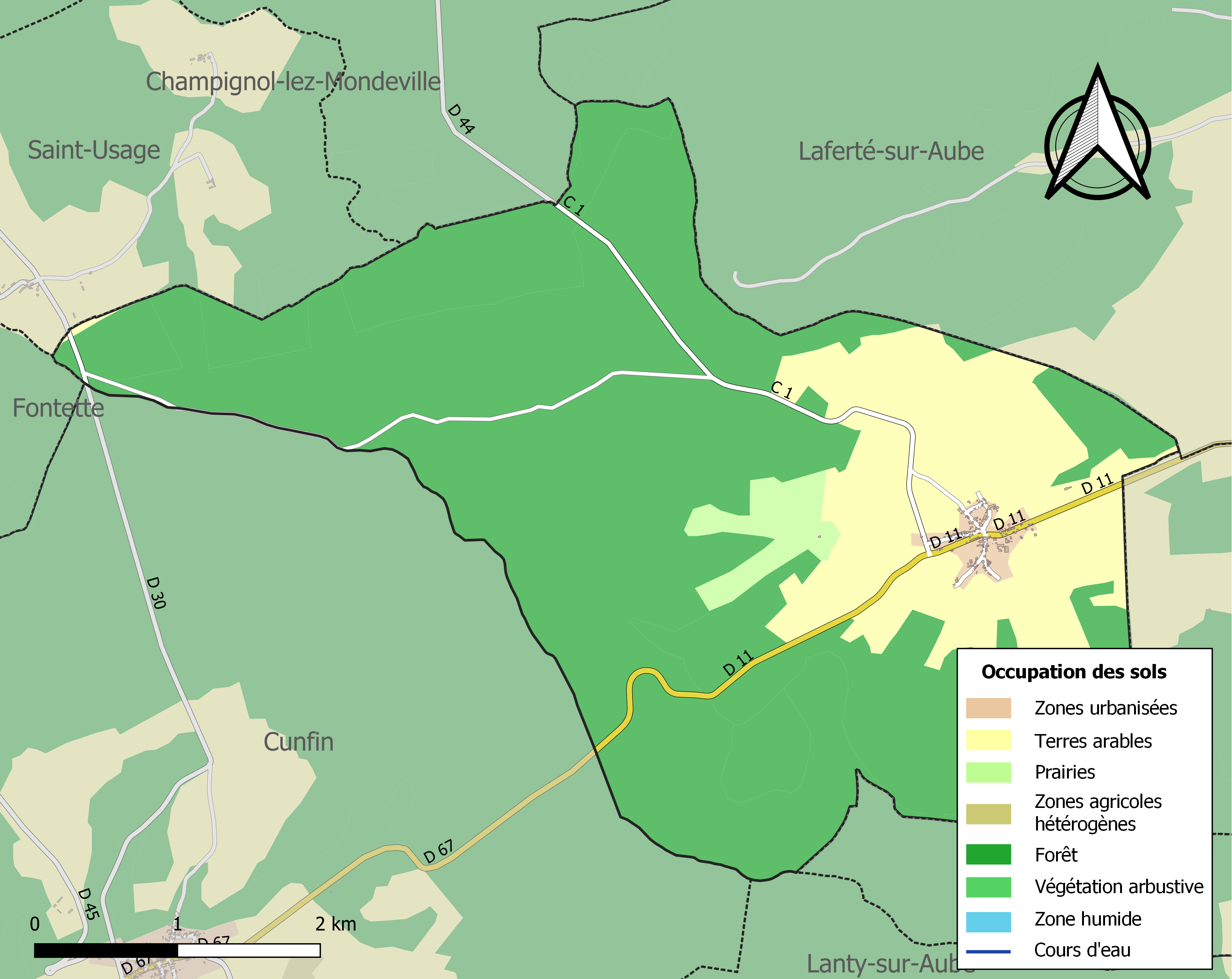
Carte des infrastructures et de l'occupation des sols de la commune en 2018 (CLC).

## Toponymie
De ausarietum (oseraie), dérivé du bas latin ausarium, qui occupait cette partie de la vallée de l’Aujon. L'Azois, le complément conserve dans son nom le souvenir d’une micro-région entre Troyes et Toul. Il est possible qu’une ancienne forêt dite du *Hasoi a donné son déterminatif au nom du village.

## Politique et administration
| Période                                  | Période  | Identité      | Étiquette | Qualité |
| ---------------------------------------- | -------- | ------------- | --------- | ------- |
| mars 2008                                | En cours | Joël Courtaut |           | Maire   |
| Les données manquantes sont à compléter. |          |               |           |         |

## Population et société

### Démographie

#### Évolution démographique
L'évolution du nombre d'habitants est connue à travers les recensements de la population effectués dans la commune depuis 1793. Pour les communes de moins de 10 000 habitants, une enquête de recensement portant sur toute la population est réalisée tous les cinq ans, les populations de référence des années intermédiaires étant quant à elles estimées par interpolation ou extrapolation. Pour la commune, le premier recensement exhaustif entrant dans le cadre du nouveau dispositif a été réalisé en 2007.

En 2022, la commune comptait 62 habitants, en évolution de −8,82 % par rapport à 2016 (Haute-Marne : −4,62 %, France hors Mayotte : +2,11 %).
| 1793 | 1800 | 1806 | 1821 | 1831 | 1836 | 1841 | 1846 | 1851 |
| ---- | ---- | ---- | ---- | ---- | ---- | ---- | ---- | ---- |
| 433  | 459  | 478  | 491  | 524  | 514  | 524  | 519  | 537  |

| 1856 | 1861 | 1866 | 1872 | 1876 | 1881 | 1886 | 1891 | 1896 |
| ---- | ---- | ---- | ---- | ---- | ---- | ---- | ---- | ---- |
| 486  | 469  | 447  | 393  | 361  | 353  | 317  | 293  | 266  |

| 1901 | 1906 | 1911 | 1921 | 1926 | 1931 | 1936 | 1946 | 1954 |
| ---- | ---- | ---- | ---- | ---- | ---- | ---- | ---- | ---- |
| 222  | 228  | 190  | 142  | 161  | 127  | 126  | 130  | 129  |

| 1962 | 1968 | 1975 | 1982 | 1990 | 1999 | 2006 | 2007 | 2012 |
| ---- | ---- | ---- | ---- | ---- | ---- | ---- | ---- | ---- |
| 137  | 145  | 135  | 105  | 107  | 76   | 75   | 75   | 74   |

| 2017 | 2022 | - | - | - | - | - | - | - |
| ---- | ---- | - | - | - | - | - | - | - |
| 66   | 62   | - | - | - | - | - | - | - |

## Lieux et monuments
Château de Villars-en-Azois  Inscrit MH.

## Personnalités liées à la commune
- Thoinot Arbeau (1520-1595), de son vrai nom, Jehan Tabourot, chanoine, compositeur et écrivain langrois a été curé de Villars-en-Azois[20] de 1560 à 1562.
- André Frémiot abbé de Saint-Etienne de Dijon, archevêque de Bourges achète la seigneurie de Villars-en-Azois en 1600 et la revend peu de temps après[21].
- Charles de Coligny (1564-1632), fils de Gaspard II de Coligny, seigneur de Villars-en-Azois de 1600 à 1606[22].
- Adrien Bernard (1845-1899), né à Villars-en-Azois d'une famille de cultivateurs[23], professeur agrégé de sciences physiques et naturelles au collège de Cognac a été le premier à théoriser la substitution des mesures en poids aux mesures en volume dans la commercialisation des alcools[24]. Il a mis au point le calcimètre (dit de Bernard). Il est l'auteur d'une soixantaine de publications entre 1870 et 1898 sur la vinification et le calcaire dans les sols[25].
- Georges Quilliard (1852-1924), ancien maire de Villars-en-Azois, ancien conseiller général du canton de Châteauvillain et sénateur de la Haute-Marne sous la 3e République.
- Jacno (1957-2009), de son vrai nom Denis Quilliard, compositeur interprète de pop musique.